# De Hoop (Oosteind)
De Hoop (of: Molen Victoria) is de naam van een voormalige stellingmolen aan de Provincialeweg 143 te Oosteind in de Nederlandse gemeente Oosterhout (Noord-Brabant). Van de molen rest slechts een romp.

## Geschiedenis
De ronde stenen molen kwam gereed in 1890 en Johannes Martinus Teurlings werd molenaar. In 1908 werd een zuiggasmotor aangeschaft die op steenkool liep. Teurlings begon in 1919 ook een leerlooierij. De molen fungeerde dan ook tevens als runmolen.
In 1927 werd ter plaatse een veekoekenfabriek in werking gesteld en in 1936 ook een fabriek voor plantaardige olie. Het bedrijf kreeg de naam Gebr. Teurlings.
De molen werd door de familie van Gorp overgenomen. In 1929 brandde de molen uit. Daarop wilde de eigenaar een graanmaalderij inrichten met een dieselmotor. Men wilde in 1942 de molen nog restaureren om aldus het brandstoftekort een het hoofd te bieden. Er kwam echter een elektromotor. Na de Tweede Wereldoorlog werd er geen eikenschors meer vermalen. Wél werd er graan gemalen en in toenemende mate veevoederingrediënten. In 1952 werd een hamermolen aangeschaft. Ter plaatse werd een veevoederbedrijf gevestigd door de familie van Gorp. De molenromp werd gebruikt als opslagplaats voor paardenvoer. In 2004 verhuisde het bedrijf naar Waspik.
In 2008 werden de bijgebouwen gesloopt, waardoor de molenromp weer vrij kwam te liggen. De molen werd eigendom van de Stichting Molen Victoria Oosteind. In 2010 kwam de eerste fase van de restauratie, bestaande uit het herstel van het metselwerk en de aanleg van de zolders, gereed.